# EP Девы
EP Девы (лат. EP Virginis), HD 111133 — двойная звезда в созвездии Девы на расстоянии приблизительно 626 световых лет (около 192 парсек) от Солнца. Визуальная звёздная величина звезды — от +6,39m до +6,29m. Возраст звезды определён как около 339 млн лет.
Открыта К. Степиеном в 1968 году*.

## Характеристики
Первый компонент — бело-голубая вращающаяся переменная звезда типа Альфы² Гончих Псов (ACV) спектрального класса A0VspSrCrEu, или A0pSrEuCr, или A0V, или A1SrCrEu, или B9. Масса — около 3,998 солнечной, радиус — около 3,632 солнечного, светимость — около 100 солнечных. Эффективная температура — около 9875 K.
Второй компонент — красный карлик спектрального класса M. Масса — около 228,68 юпитерианской (0,2183 солнечной). Удалён в среднем на 2,374 а.е..